# Cande Lázaro
Cande Lázaro (Badajoz, 1997) es una persona cineasta y artista española.

## Primeros años
Cande Lázaro nació en Badajoz en 1997. Se graduó en la Universidad Carlos III de Madrid con una licenciatura en comunicación audiovisual. Posteriormente obtuvo el Título de Cine Documental del Instituto de Cine de Madrid.

## Carrera
El 8 de septiembre llevó a cabo la exposición fotográfica QUIERO SER DANZANTE, que estuvo inspirada por el fanzine Aberruntos. Labrar profundo, hacer un hoyo y tuvo lugar en el Centro Cultural y Artístico Alfarería Pedro Mercedes.
En 2024 dirigió el largometraje documental La Pastora. La película sigue las vidas de Florenci Pla Meseguer, un maqui intersexual que vive en 1917, abandonado su pueblo para unirse a la Agrupación guerrillera de Levante y Aragón, y Cande Lázaro, un artista transmasculino que vive en 2018, entablando un diálogo directo entre el pasado y el presente, así como entre el mundo rural y el urbano, a través de las vivencias de personas queer. Así mismo trata temas como la construcción de la identidad o la mirada ajena.
En marzo de ese mismo año fue une de los seis cineastas seleccionados para la décima edición de Ikusmira Berriak, un programa de residencias para cineastas que busca impulsar a artistas emergentes.

## Filmografía
- ID Copy (2020) — Dirección, guion y edición.
- Azul (2020) — Dirección, guion y edición.
- Mar(i)cona (2021) — Dirección, guion y edición.
- La Pastora (2024) — Dirección y guion.

## Vida personal
Cande Lázaro es una persona no binaria.